# Mr. Lover Lover - The Best of Shaggy... Part 1
Mr. Lover Lover - The Best of Shaggy... Part 1 é uma coletânea musical do cantor jamaicano Shaggy, que se popularizou mundialmente com o apelido de Mr. Lover Lover, lançada no ano de 2002. A coletânea reúne os sucessos dos três primeiros álbuns. 
Entre os [Hit single|hits]], estão presentes "Bombastic", "Luv Me Luv Me" e "Pieces of My Heart", e que conta com participações de artistas como Rayvon, Janet Jackson e Maxi Priest.

## Faixas
1. "Boombastic" (Sting Remix)
2. "In the Summertime" (feat. Rayvon)
3. "Oh Carolina"
4. "Luv Me, Luv Me" (feat. Samantha Cole)
5. "Nice and Lovely"
6. "Train Is Coming"
7. "Why You Treat Me So Bad"
8. "Big Up" (feat. Rayvon)
9. "Piece of My Heart"
10. "Sexy Body Girl"
11. "Something Different"
12. "That Girl" (Maxi Priest feat. Shaggy & Rayvon)
13. "Get Up, Stand Up"
14. "Boombastic"